# Ontsluiting (computerspelterm)
Ontsluiting (ook wel ontsluiten of vrijspelen) is een term die wordt gebruikt voor computerspellen waarbij extra inhoud beschikbaar komt wanneer de speler een of meerdere handelingen verricht in het spel om deze inhoud te verkrijgen.
Het ontsluiten van inhoud wisselt per spel en kan zowel iets kleins zijn als een extra wapen krijgen, tot het dubbele aantal speelbare personages. Hiervoor moet de speler vaak een zogenaamde achievement voltooien. Dit is een opdracht of doel in het spel, zoals elk gevecht winnen van een tegenstander, het spelen van alle minispellen, het verzamelen van een specifiek aantal punten of het vinden van alle verborgen voorwerpen in het level.
Het verschil met een uitbreidingspakket  of downloadbare inhoud is dat de vrijspeelbare inhoud al in het spel is verwerkt en niet apart aangeschaft hoeft te worden.